# Pavel Brutt

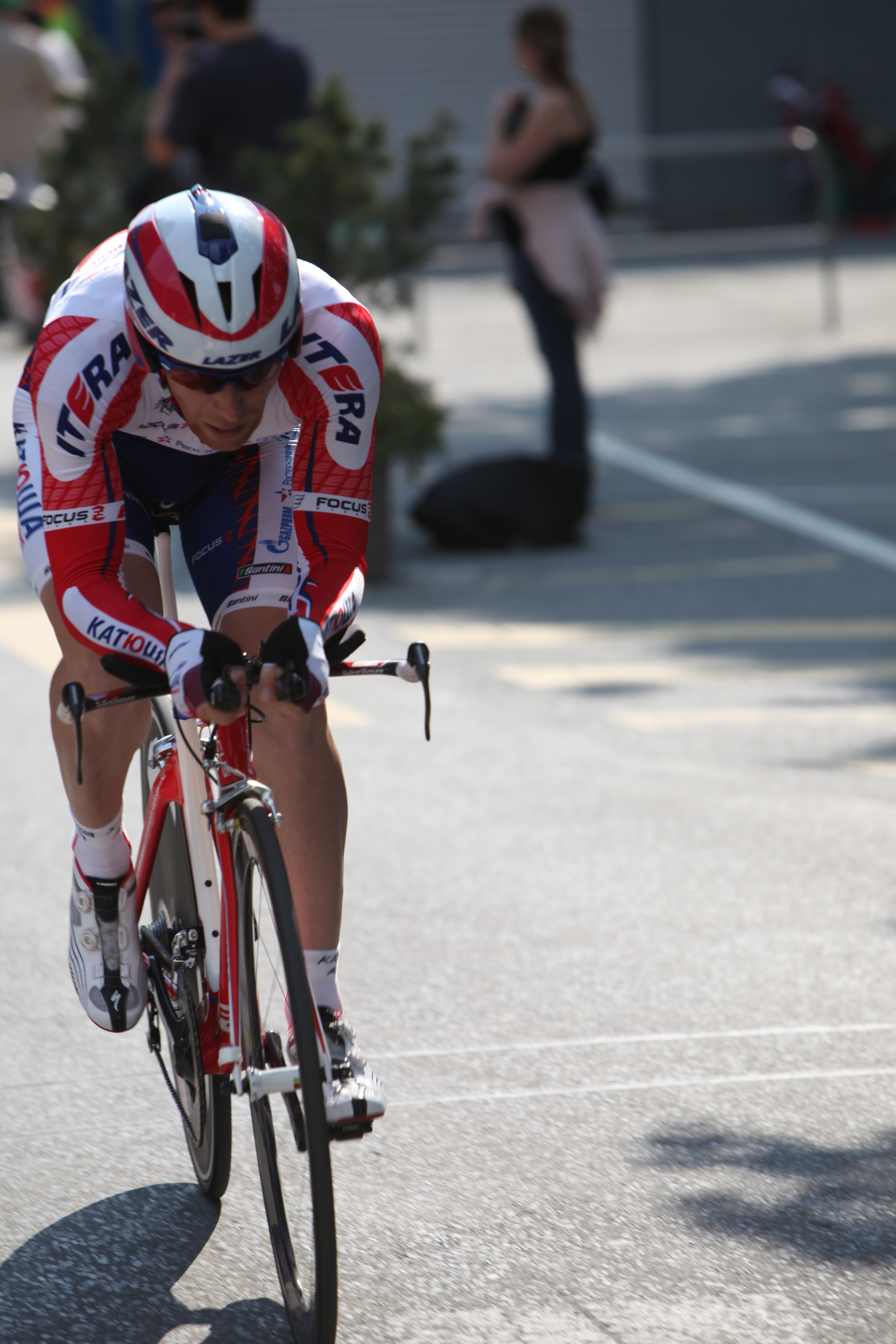
Pavel Brutt under 2011 års Romandiet runt.

Pavel Aleksandrovitj Brutt (ryska: Павел Александрович Брутт), född 29 januari 1982 i Sosnovyj Bor, Leningrad oblast, är en rysk professionell tävlingscyklist på bana och landsväg. Brutt blev professionell 2001 med Itera och samma år vann han den andra etappen på Circuito Montanes och den elfte på Vuelta a Venezuela. Brutt tävlade för Itera även året därpå, men mellan 2003 och 2005 tävlade han för det ryska stallet Lokomotiv.
Brutt tävlar sedan 2006 för UCI Professional Continental-stallet Tinkoff Credit Systems. Stallet fick inför säsongen 2009 status som ett UCI ProTour-stall, samtidigt bytte de också namn till Team Katusha.
I början av 2007 vann Brutt etapp 9 på Tour de Langkawi framför landsmannen Sergej Kolesnikov och fransmannen Pierre Drancourt. Samma år vann han också det italienska loppet GP Chiasso.
Brutt vann etapp 5 under Giro d'Italia 2008, fyra sekunder framför tysken Johannes Fröhlinger. Året därpå i Giro d'Italia 2009 slutade Brutt trea på etapp 7 bakom Edvald Boasson Hagen och Robert Hunter.
Under säsongen 2009 slutade Brutt tvåa på etapp 3 av Tour de Wallonie framför bakom Matthew Goss. Han slutade också på andra plats på etapp 4 av tävlingen. Brutt slutade på andra plats i Tour de Wallonies slutställning bakom Julien El Fares. Han slutade även femma på Giro del Veneto bakom Filippo Pozzato, Carlo Scognamiglio, Luca Paolini och Alessandro Proni.
Brutt vann Tour de Vendée 2009 framför Mathieu Ladagnous och Thomas Voeckler.

## Meriter
2006
- 1:a, Tour of Hellas

2007
- 1:a, etapp 9, Tour de Langkawi
- 1:a, GP Chiasso

2008
- 1:a, etapp 5, Giro d'Italia

2009
- 1:a, Tour de Vendée

2011
- 1:a,  Nationsmästerskapens linjelopp
- 1:a, Classica Sarda

2012
- 1:a, Volta Limburg Classic

## Stall
- Itera 2001–2002
- Lokomotiv 2003–2005
- Tinkoff Restaurants 2006
- Tinkoff Credit Systems 2007–2008
- Team Katusha 2009–